# Thirty Years of Adonis
Pour plus de détails, voir Fiche technique et Distribution.
Thirty Years of Adonis (三十儿立, San shi er li) est un film hongkongais réalisé par Scud, sorti en 2017.

## Synopsis
Yang Ke, acteur à succès de l'opéra de Pékin, perd son emploi à la suite des déboires économiques de sa compagnie et devient travailleur du sexe. Son activité l'entraine dans les bas-fonds et le contraint à des pratiques de plus en plus extrêmes, jusqu'à son meurtre.

## Fiche technique
- Titre : Thirty Years of Adonis
- Titre original : 三十儿立 (San shi er li)
- Réalisation : Scud
- Scénario : Scud
- Musique : Shan Ho
- Photographie : Nathan Wong
- Montage : Chan Chui-hing
- Production : Scud
- Société de production : Artopians
- Pays :  Hong Kong et  Chine
- Genre : Drame
- Durée : 97 minutes
- Dates de sortie : 
  -  Hong Kong : 27 novembre 2017

## Distribution
- Adonis He : Yang Ke
- Siu Yam-yam : sœur Yin
- Nora Miao : la mère de Yang Ke
- Amanda Lee : elle-même
- Bank Chuang : Elf
- Eric East : Vendetta
- Katashi : Xu Jin
- Cici Lee : la fill de Yin
- Justin Lim : Wang Qiang
- Alan Tang : Abe
- Yu Sheng Ting : Xiao Niu

## Thèmes
Pour le réalisateur, le film est une réflexion sur la vie d'un point de vue bouddhiste,.
L'assassin d'Adonis apparaît dans le film Apostles du même réalisateur et est troublé de croiser un personnage ressemblant trait pour trait à sa victime (personnage à nouveau joué par Adonis He).